# 卷边冬青
卷边冬青（学名：Ilex revoluta）是冬青科冬青属的植物，是中国的特有植物。分布于中国大陆的广东等地，生长于海拔300米至1,020米的地区，多生长在中海拔以及高海拔的山顶密林中，目前已由人工引种栽培。